# ハンス・プフィッツナー
ハンス・エーリヒ・プフィッツナー（Hans Erich Pfitzner, *1869年5月5日 モスクワ – †1949年5月22日 ザルツブルク）は、ドイツの作曲家・指揮者。

## 略歴

### 生い立ち
ロシア帝国に生まれ、オーケストラ団員でヴァイオリン奏者の父親から早期の音楽教育を受ける。1872年に家族に連れられフランクフルト・アム・マインに移住する。早くも11歳で処女作を手懸けているが、現存する最初の作品は1884年に作曲した歌曲集である。1886年から1890年までフランクフルト・ホーホ音楽院において、作曲をイヴァン・クノルに、ピアノをジェームス・クヴァストに師事した。1892年から1893年までコブレンツ音楽院に学び、1894年にはマインツ市営劇場で無給の指揮者見習いを務めた。翌1895年にはマインツで、最初の2つの大作、オペラ《あわれなハインリヒ（Der arme Heinrich）》と、イプセンの戯曲のための付随音楽《ソールハウグの宴（Das Fest auf Solhaug）》とが初演された。1897年にベルリンのシュテルン音楽院に教師として赴任し、1898年に恩師クヴァストの娘ミミと結婚する。1903年にベルリン西部劇場の初代楽長に就任。同年には長男パウルも生まれた。

### 第一次世界大戦まで
1905年にグスタフ・マーラー配下のウィーン宮廷歌劇場において、2作目のオペラ《愛の園のバラ（Die Rose vom Liebesgarten）》が上演される。1906年には次男ペーターが、1908年には一女アグネスが生まれた。1908年に家族連れでシュトラースブルク（ストラスブール）に移り、シュトラースブルク・フィルハーモニー管弦楽団の交響楽演奏会と、シュトラースブルク市立音楽院を監督した。1910年にはシュトラースブルク歌劇場の音楽監督も引き受け、演出家としても活動した。1913年には首尾よく教授に任命されている。

#### 《パレストリーナ》
1917年にミュンヘン摂政宮劇場においてブルーノ・ワルターの指揮により、今なおプフィッツナーの代表作として知られる、音楽的伝説《パレストリーナ》が初演された。波瀾万丈の戯曲の頂点において、芸術作品および芸術家の自律と社会的要請との緊張関係が、ルネサンス時代を舞台に繰り広げられる。
パレストリーナは、対立する聖職者の一団を和解させるためにミサ曲を作曲しなければならなくなる。パレストリーナはそれを拒んだために、異端審問所による迫害を覚悟せざるを得ず、自殺も考える。孤立無援でいたところに、突然の霊感が閃き、パレストリーナはミサ曲の筆を執る。もはや注文のためでなく、自分自身のために。
トーマス・マンは、1917年10月に発表した短い随想『パレストリーナ（Palestrina）』の中でこのオペラの価値を認め、後に自著『非政治的人間の考察（Betrachtungen eines Unpolitischen）』の中でも敷衍して取り上げている。

### 好戦的な評論家
プフィッツナーは第一次世界大戦前後のモダニズムを徹底して嫌い、政治的にも文化的にも保守主義者を押し通そうとした。そのため、ブゾーニの新古典主義やヒンデミットの新即物主義、新ウィーン楽派の表現主義音楽や無調、シュレーカーのフランス印象主義音楽への接近を、いずれも破壊主義として忌憚なく攻撃し、ドイツ音楽の凋落と糾弾した。
1917年にプフィッツナーは、ブゾーニの『新音楽美学論（Entwurf einer neuen Ästhetik der Tonkunst）』に当てつけて、『未来主義者の危険（Futuristengefahr）』を公表する。音楽における進歩（ある作品が進歩的な手法であればそれだけますます高く評価されうるという意味での進歩）という抽象概念をプフィッツナーは撥ね付けた上で、ブゾーニへの傍注としてシェーンベルクやヒンデミットにも目配りしつつ、未来の音楽というものがどのように構成されるのかをめぐる思索と対峙する。
| 「 | 「ブゾーニは、西洋音楽への希望を未来に託し、現在と過去はよろめきがちな始まりとして、また準備段階として理解する。しかし、もしそうでなかったとしたらどうだろう? 今こそ我々が頂点を極めていることや、あるいは頂点を刻々と制しつつあるということを悟るなら?」 | 」 |

1920年には、『音楽的不能の新美学～腐敗の徴候?（Die neue Ästhetik der musikalischen Impotenz: Ein Verwesungssymptom?）』を上梓した。プフィッツナーは同書において、「新音楽（de:Neue Musik）」という概念を創り出したパウル・ベッカーを攻撃し、逆にショーペンハウアー以来想定されてきた「着想（ある作品の出発点や特性となる独創的な着想）の美学」という持論を開陳してみせた。本書でもそうだが、プフィッツナーの理論的な著作においては、自身の芸術活動に裏付けられた根本となる動機が、ほとんど例外なく、非合理的、排外主義的で反ユダヤ主義的な論争に塗り込められるのがわかる（「非ドイツ的（undeutsch）」とか「国際ユダヤ主義（internationales Judentum）」といった言い回しが向けられるのは相変わらずである）。
最後にして最大の著作となった『創作と演奏（Werk und Wiedergabe）』（1929年）においては、テクストと音楽から厳密に生ずるオペラの舞台演出について、実践的な提言をした。

### 戦間期
1918年に他の芸術家と共同で「ハンス・プフィッツナー・ドイツ音楽協会（ Hans-Pfitzner-Verein für deutsche Tonkunst）」を創設する。
第一次世界大戦後にエルザス＝ロートリンゲンがフランスに割譲されたことにより、プフィッツナー家は1919年にシュトラースブルクを去ってアマー湖付近のウンターショーンドルフに引っ越した。1919年および1920年はミュンヘン・フィルハーモニー管弦楽団の首席指揮者を務め、やはり1920年には、プロイセン芸術アカデミー作曲科のマスタークラスを主宰した。ヨーゼフ・フォン・アイヒェンドルフの詩によるロマン主義的カンタータ《ドイツ魂について（Von deutscher Seele）》（1921年）に加えて、《ピアノ協奏曲 変ホ長調》（1922年）や《ヴァイオリン協奏曲 ロ短調》（1923年）、および《弦楽四重奏曲 嬰ハ短調》（1925年、《交響曲 嬰ハ短調》（1932年）の原曲）といった最も重要な器楽曲がこの時期に完成された。いずれの作品も強烈な表現意欲によって、伝統的な和声法の極限までが追究されている。1926年にミミ夫人に先立たれてから作曲した合唱幻想曲《冥土（Das dunkle Reich）》（1930年）にも同じことは当てはまる（《冥土》はミケランジェロやゲーテ、コンラート・フェルディナント・マイヤーおよびリヒャルト・デーメルの詩による哀悼音楽である）。

### 晩節
1929年には還暦を記念して、大々的に公式の祝賀会が行われた。1930年に住所をミュンヘンに移し、翌1931年、最後のオペラ《こころ（Das Herz）》を作曲する。1934年にミュンヘン市立音楽院を退職して年金生活に入り、その際にプロイセン州首相ヘルマン・ゲーリングと意見交換をしている。
1936年に長男パウルに先立たれ、翌年には次男ペーターや長女アグネスと不和になる。1939年にマリ・シュトル（Mali Stoll）と再婚した。生誕70周年の祝賀行事は、10年前よりも精彩を欠いた。娘アグネスは1939年に自ら命を絶ち、次男ペーターは1944年にソ連にいた。1942年にプフィッツナーは、ニュルンベルク付近の爆撃によって、移動中に乗っていた寝台車が完全に破壊されたにもかかわらず、夫妻ともども難を逃れた。1943年には爆弾がミュンヘンの自宅を直撃したため、ウィーンのロダウン地区に引っ越しを余儀なくされた。1945年にガルミッシュ＝パルテンキルヒェンに避難して難民収容所に入れられた後、ミュンヘン＝ラーマースドルフの養老院に移っている。1948年には、ナチス党員追放の枠組みの中で、ミュンヘン非ナチ化審査機関により、「法律と関係ない」と格付けされた。1949年にザルツブルク訪問の折に2度目の脳卒中を起こして亡くなった。亡骸はウィーン・フィルハーモニー管弦楽団によってウィーン中央墓地の14C区に埋葬されている。

### 受賞歴

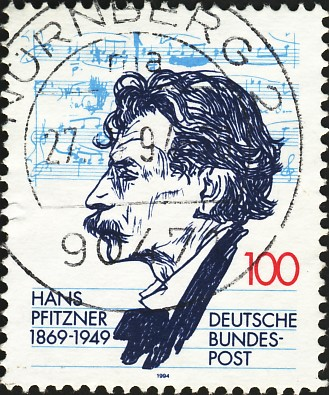
ドイツ連邦が発行した切手（1994年）のプフィッツナー像

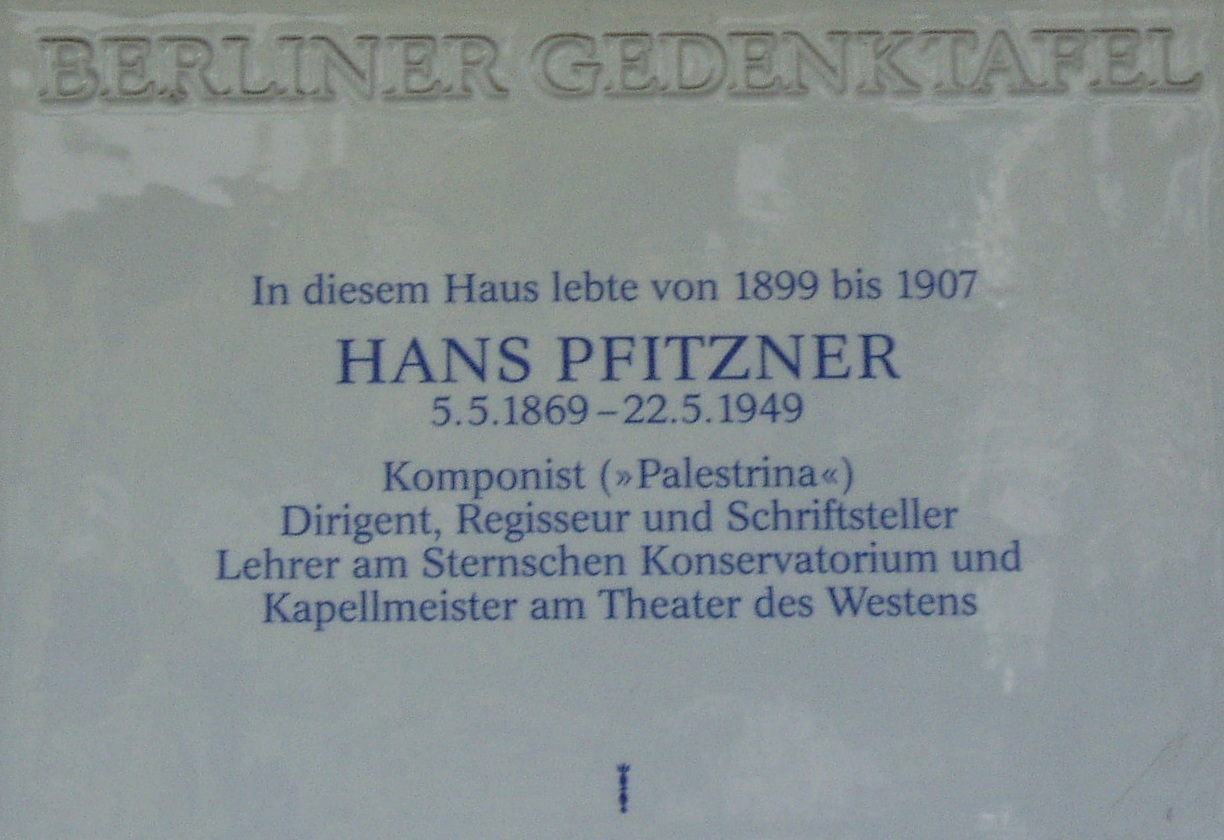
ベルリンにあるプフィッツナーの記念碑

- 1917年: スウェーデン王立音楽院名誉教授
- 1925年: メリット勲章文芸部門
- 1930年: ミュンヘン市記念金貨
- 1931年: プロイセン芸術アカデミー・ベートーヴェン賞
- 1934年8月28日: フランクフルト市ゲーテ賞（生誕65周年記念）
- 1935年: 自由都市およびハンザ同盟ハンブルク市ブラームス・メダル（その他の受賞者に、ヴィルヘルム・キーンツル、エミール・フォン・レズニチェク、ジャン・シベリウス、ハーバート・ベッドフォード、アルベール・ルーセル、ジークムント・フォン・ハウゼガー、ヨーゼフ・ハース、アドリアーノ・ルアルディ、クット・アッテルベリ）
- 1939年: ザクセン州フローブルク市名誉市民
- 1942年: ヴァルテラント音楽賞
- 1943年: ウィーン市ベートーヴェン賞
- 1944年: ウィーン市記念硬貨
- 1957年: ウィーン市リージングに「プフィッツナー通り（Pfitznergasse）」と命名

## 政治的立場と社会的言動

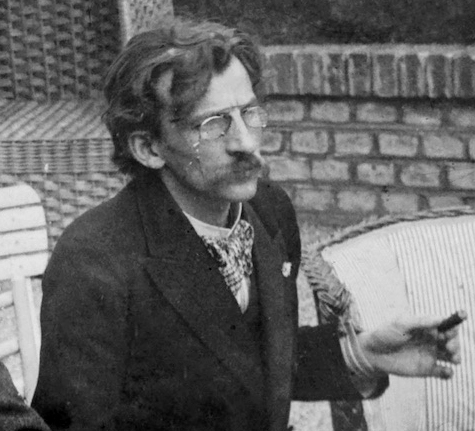
1905年、マーラーを囲む一員として撮影されたプフィッツナー

ハンス・プフィッツナーは、没後半世紀を過ぎた今日でも評価が定まっていない。同時代の影響に心を閉ざして後期ロマン派音楽様式で作曲したからではなく、人間嫌いの傾向や、とりわけ数々の政治的な表明のためである。プフィッツナーは愛国主義者であることを自認して、第三帝国が終焉してからもなお、「国際ユダヤ主義」こそが「人間のあらゆる問題の中で一番の重大事」であると言い、いずれ解決すべきであるとした。
ヴァイマル共和国を糾弾し、さらにユダヤ人が同国において各界の指導層に進出することを「国際主義」のレッテルのもとに非難したことが、ゆくゆくはヒトラーやナチスに利用される遠因となった。プフィッツナーがアドルフ・ヒトラーに解決させようと試みたのは、なかんずく「猛烈な図々しさ」だった。反対者はプフィッツナーのうちに国粋主義や反モダニズムを認め、ナチスの権力掌握へのプフィッツナーの加担を批判する。早くも1933年4月にプフィッツナーは、トーマス・マンが講演会や論文『リヒャルト・ワーグナーの苦悩と偉大さ（Leiden und Größe Richard Wagners）』の中で、ワーグナーのさまざまないかがわしいイメージには、国家主義者の大ブルジョワジーが刻印されていると論ずると、それに反対する「リヒャルト・ワーグナーの都ミュンヘンの抗議（„Protest der Richard-Wagner-Stadt München“）」の提唱者に名を連ねている。翌1934年には、ドイツ国大統領パウル・フォン・ヒンデンブルクの死後に、大統領職と首相職の一元化をめぐる「国民投票」に対して、「文化人の声明」に署名した。1944年5月には、第二次世界大戦中にもかかわらず、ヒトラーより5万ライヒスマルク以上の贈与金を受けていた。同年8月には、「天才名簿（„Gottbegnadeten-Liste“）」に掲載されただけでなく、ヒトラーによって作成された特別リストにも最も重要な他の音楽家3人とともに「天賦の才あり」として掲載され、戦時債務を完全に免除されている。
批判者は、プフィッツナーが親しいポーランド総督ハンス・フランクへの表敬作品として1944年に作曲した《クラカウの歓迎（Krakauer Begrüßung）》作品54をとりわけ激しく非難する。この作品は、仰々しいファンファーレ主題が憂鬱なポロネーズと結合された器楽曲である。プフィッツナーはこの作品が出版を予定されたり企画されることのないように、総譜を出版社の所有物とし、《祝祭の挨拶（Feierliche Begrüßung）》と改称することによってナチスとの結び付きを引き剥がそうとした。フランクがクラクフでの初演の後で、最も上出来なのはイ短調の葬送行進曲の部分だと述べると、当時75歳のプフィッツナーはそれに答えて、ト短調の部分は、赤軍がポーランドで決起するところだと返した。それにもかかわらず、霊感崇拝者にしてポスト・ロマン主義者によるこの作品は、作曲面で最も優れた特質を示しており、しかもモダンな音楽語法の考え込まずにおけないような煩わしさとも、たぶん作曲者が考えた以上に深く関わり合っている。
1945年以降のプフィッツナーは、第三帝国における自分の立場を理想への努力であった（曰く、「古臭いヒロイズムを本気で守ろうとした（den alten Heroismus treu bewahren）」）として、些細なことに見せかけようと努めた（この点については、特に1946年7月11日付の、かつての門人フェリックス・ヴォルフェス宛ての私信 を参照）。戦後の1947年10月13日、プフィッツナーはナチスの活動に加担した一級戦犯として起訴された。しかし、ナチス党員ではなかったことなどが認められて無罪判決が下されたにもかかわらず、プフィッツナー自身は世間から顧みられることなく、ウィーン・フィルハーモニー管弦楽団からの援助を必要とするほど貧困に喘いでいた。
ベルリン・ドイツ交響楽団の首席指揮者インゴ・メッツマッハーは、2007年の東西ドイツ統一記念日に、プフィッツナーのロマン主義的カンタータ《ドイツ魂について》をプログラムに載せたことにより、ユダヤ人中央協議会から非難を浴びた。同協議会副総裁のディーター・グラウマンは「指揮者のインゴ・メッツマッハーは、ハンス・プフィッツナーの《ドイツ魂について》をドイツ統一の日にベルリン・フィルハーモニー管弦楽団の演奏会で上演したことによって、人騒がせな方法で国家社会主義への共感を復権させ、反ユダヤ主義者であることを白状した」との声明を発した。つまるところ《ドイツ魂について》の上演と再評価は、後日の突発的な出来事なしには済まないというわけである。しかし、アイヒェンドルフの詩によるこの作品は、内容的にナチズムとは一切関係をもたない。

## 逸話
- 1888年の《チェロ協奏曲イ短調》を初演してもらおうとしてマックス・ブルッフに総譜を送ったところ、切手が不足していたためブルッフが受け取りを拒否し、未開封のまま譜面が送り返されてきた。その後、プフィッツナーは自筆の総譜は失われたものと思い込み、「記憶に基づいて」同じ調性の《チェロ協奏曲》を晩年になって作曲した。結局1888年の協奏曲は、1975年になってウィーンの遺稿の中から再発見された。
- プフィッツナーは、ナチス系音楽企業での成功を求めて奮闘していた頃に、作曲家仲間であるゲオルク・フォラートゥーンとパウル・グレーナーについて冷やかしの戯れ歌を創った。 [3]
- プフィッツナーは、シェイクスピアの『夏の夜の夢』のために新たに劇付随音楽を作曲することを拒否した。メンデルスゾーンの作品を凌駕することなど誰にもできないから、という理由であった（依頼された楽曲は、結局1939年にカール・オルフが1917年の古い草稿に基づいて書き上げている）[3]。
- バルドゥール・フォン・シーラッハ（Baldur von Schirach）のヒトラー青年団出身の新進作曲家の作品を指してプフィッツナーは、„Eine Pimpfonie in Bal-dur“と呼んだ[4]（「長調（ドゥア）の交響曲（シンフォニー）」ではなくて「バルドゥアのところの洟垂れ小僧の音楽（ピンプフォニー）」だ、という意味の駄洒落。また、Pimpfという単語には、ヒトラー少年団という意味もある）。
- 空襲の際にプフィッツナーの自宅に爆弾が命中した。炎上した家が崩れ落ちる時、思わずこう漏らしたという。「もう私が失うものは何もない、と人々は言うんだろう[3]。」

## 作品一覧
プフィッツナーは、しばしば最後のロマン主義者の一人に数えられるように、時流に抗い保守的な作風で創作を続けた。創作技術という側面から楽曲を分析的に解釈する風潮を毛嫌いし、作曲の根源は霊感（または着想）にあると唱えて不可知論的な姿勢を採った。成熟期のいくつかの作品では、「調性の浮遊」や「不協和音の解放」、「全音音階の活用」など、新ウィーン楽派初期の作風に接近した作例も見受けられるが、それを推し進めて調性を完全に破壊するところまでは至らず、20世紀の半ばまで、19世紀ロマン派音楽様式の伝統を守り通した。とりわけシューマンとワーグナーに私淑したが、いくつかの初期作品では、シューベルトやメンデルスゾーン、ブラームスの影響も見られる。同世代のリヒャルト・シュトラウスやシェーンベルクとは異なり、ジャンルの越境や形式の実験を試みてはいない。また、歌劇や歌曲、各種の器楽曲を手懸けてはいるが、交響詩には取り組まなかった（ただし、そのように分類しうる楽曲がないという意味ではない）。学生時代からピアニストとしても活躍できるだけの演奏技術を持っており、いくつかの自作は手ずからピアノを弾いて初演したにもかかわらず、意外なほどピアノ曲が数少ない。
プフィッツナー作品の特色は、明晰な形式感、複雑だが洗練された半音階的和声、そして先ず何よりも、魅力的な旋律の探究にある。その点においてもプフィッツナーは第一にリート作家だったのであり、必然的に声楽曲がプフィッツナーの創作の中心となった。多楽章制の器楽曲でも、しばしば緩徐な歌謡楽章が作品全体の白眉となり、時に他の楽章に比べてアンバランスなほど長大な演奏時間を要求されることがある（たとえば《ピアノ三重奏曲》作品8の第2楽章や《ピアノ五重奏曲》の第3楽章）。

### 舞台音楽

#### オペラ
- 3幕の楽劇《あわれなハインリヒ（Der arme Heinrich. Musikdrama in 3 Akten）》WoO 15 （作曲：1891年 - 1893年、原作：ハルトマン・フォン・アウエの同名の物語詩、台本：ジェームス・グルン、初演：1895年4月2日於マインツ国立劇場、献呈：パウル・ニコラウス・コスマン）
- 前奏曲と終曲つきの2幕のロマンティック・オペラ《愛の園のばら（Die Rose vom Liebesgarten. Romantische Oper in einem Vorspiel, 2 Akten und einem Nachspiel）》WoO 16 （作曲：1897年 - 1900年、台本、ジェームス・グルン、初演：1901年11月9日エルバーフェルト国立劇場、献呈：エルンスト・クラウス）
- クリスマスの妖精（Das Christ-Elflein）
  - 初稿：聖夜のメルヘン《クリスマスの妖精（Das Christ-Elflein. Weihnachtsmärchen）》 作品20 （作曲：1906年、台本：イルゼ・フォン・シュターハ、初演：1906年12月11日ミュンヘン宮廷歌劇場（指揮はフェリックス・モットル））
  - 第2稿：2幕のシュピールオーパー《クリスマスの妖精（Das Christ-Elflein. Spieloper in 2 Akten）》 作品20 （作曲：1917年、台本：フォン・シュターハおよび作曲者自身、初演：1917年12月11日ドレスデン宮廷歌劇場（指揮はフリッツ・ライナー）、改訂版：1944年?）
- 3幕の音楽的伝説《パレストリーナ（Palestrina. Musikalische Legende in 3 Akten）》WoO 17 （作曲：1909年 - 1915年、自作台本、初演：1917年6月12日ミュンヘン摂政宮劇場（ブルーノ・ワルター指揮）、献呈：ウィーン・フィルハーモニー管弦楽団（1949年））
- 3幕4景の楽劇《こころ（Das Herz. Drama für Musik in 3 Akten (4 Bildern)）》 作品39（作曲：1930年 - 1931年、台本：ハンス・マーナー＝モンス、初演：1931年11月12日、ベルリン・ウンター・デン・リンデン国立歌劇場（ヴィルヘルム・フルトヴェングラー指揮。バイエルン国立歌劇場におけるミュンヘン初演はハンス・クナッパーツブッシュ指揮）

#### 劇付随音楽
- ヘンリク・イプセンの『ソールハウグの宴』の付随音楽（Musik zu Das Fest auf Solhaug von Henrik Ibsen） WoO 18（作曲：1889年 - 1890年、初演：1895年11月28日マインツ、献呈：両親に）
- ハインリヒ・フォン・クライストの『ハイルブロンの娘ケート』の付随音楽（Musik zu Das Käthchen von Heilbronn von Heinrich von Kleist） 作品17（作曲；1905年、初演：序曲のみ1905年10月19日ベルリン・ドイツ劇場　; weitere Nummern wurden sukzessive in die Inszenierung aufgenommen、献辞：（Dem unvergänglichen Dichter als geringe Huldigung））

### 声楽曲

#### 管弦楽伴奏歌曲
- バリトンと管弦楽のためのバラード《オールフ氏（Herr Oluf. Ballade für Bariton und Orchester）》作品12（原詩：ヨハン・ゴットフリート・ヘルダー、作曲：1891年、初演：1893年5月4日ベルリン、献呈：カール・シャイデマンテル
- バッソ・プロフォンドと管弦楽のための《座敷童子（Die Heinzelmännchen für tiefen Bass und Orchester）》作品14（原詩：アウグスト・コピーシュ、作曲：1902年～1903年、初演：1904年6月1日フランクフルト・アム・マイン、献呈：パウル・クニュープファー）
- バリトンと管弦楽のための《冥府の川（Lethe für Bariton und Orchester）》作品37（原詩：コンラート・フェルディナント・マイヤー、作曲：1926年、初演：1926年11月14日、ミュンヘン）

#### ピアノ伴奏歌曲（集）
- 高声とピアノのための《若き日の6つの歌曲（Sechs Jugendlieder für hohe Singstimme und Klavier）》（作品番号なし、作曲：1884年～1887年、原詩：ユリウス・シュトルム、メアリー・グラーフ＝バーソロミュー、ルートヴィヒ・ウーラント、オスカル・フォン・レートヴィッツ、エドゥアルト・メーリケ、ロベルト・ライニック、献呈：ギーゼラ・デールプシュ）
- 声とピアノのための《7つの歌曲（Sieben Lieder für Singstimme und Klavier）》作品2（1888年～89年、原詩：リヒャルト・フォン・フォルクマン、ヘルマン・リング、詠み人知らず、アドルフ・ベットガー、アレクサンダー・カウフマン、初演：第2曲は1889年5月31日フランクフルト、第4曲は1890年3月7日フランクフルト、献呈：ヘレーネ：リーバン＝グロービヒ）
- 中声とピアノのための《3つの歌曲（Drei Lieder für mittlere Singstimme und Klavier）》作品3（作曲：1888年～89年、原詩：フリードリヒ・リュッケルト、フリードリヒ・フォン・ザレット、エマヌエル・ガイベル、献呈：マティルデ・フォン・エルランガー）
- 中声とピアノのための《4つの歌曲（Vier Lieder für mittlere Singstimme und Klavier）》作品4（1888年～89年、原詩：ハインリヒ・ハイネ、献呈：マティルデ・フォン・エルランガー）
- ソプラノとピアノのための《3つの歌曲（Drei Lieder für Sopran und Klavier）》作品5（1888年～89年、原詩：ジェームズ・グルン、ヨーゼフ・フォン・アイヒェンドルフ、献呈：ラーフェンシュタイン夫妻）
- バリトンとピアノのための《5つの歌曲（Sechs Lieder für hohen Bariton und Klavier）》作品6（1888年～89年、原詩：詠み人知らず、ハイネ、グルン、パウル・ニコラウス・コスマン、初演：第1曲は1890年3月7日フランクフルト、献呈：ゲオルク・ハイネの追憶に）
- 声とピアノのための《5つの歌曲（Fünf Lieder für Singstimme und Klavier）》作品7（作曲：1888年～1900年、原詩：ヴォルフガング・ミュラー・フォン・ケーニヒスヴィンター、アイヒェンドルフ、パウル・ハイゼ、グルン、献呈：マックス・シュタイニッツァー
- 声とピアノのための《5つの歌曲（Fünf Lieder für Singstimme und Klavier）》作品9（1894年～95年、原詩：アイヒェンドルフ、初演：1896年5月15日フランクフルト、献呈：アントン・ジスターマンス）
- 中声とピアノのための《3つの歌曲（Drei Lieder für mittlere Singstimme und Klavier ）》作品10（1889年～1901年、原詩：デトレフ・フォン・リリエンクローン、アイヒェンドルフ、献呈：エゴン・フォン・ニーダーヘファー）
- 声とピアノのための《5つの歌曲（Fünf Lieder für Singstimme und Klavier）》作品11（1901年、原詩：フリードリヒ・ヘッベル、ルートヴィヒ・ヤコボースキ、アイヒェンドルフ, リヒャルト・デーメル、カール・ブッセ、初演：第5曲のみ1901年12月18日ベルリン、それ以外は1901年ミュンヘン、献呈：順に、ミミ・プフィッツナー、イルゼ・フォン・シュターハ、エルンスト・クラウス、グレーテ・クラウス、エミリー・ヘルツォーク）
- 不実さと慰め（Untreu und Trost für mittlere Singstimme und Klavier）（作品番号なし、作曲：1903年、原詩：詠み人知らず）
- 声とピアノのための《四つの歌曲（Vier Lieder für Singstimme und Klavier）》作品15（作曲：1904年、原詩：ブッセ、アイヒェンドルフ、イルゼ・フォン・シュターハ、献呈：第1曲はヴィリー・レヴィーンに、第2曲はヘルマン・ガウシェに、第3曲と第4曲はヨハンナ・クニュプファー＝エグリに）
- 声とピアノのための《月に寄す（An den Mond für Singstimme und Klavier）》 作品18（作曲：1906年、原詩：ヨハン・ヴォルフガング・フォン・ゲーテ）
- 中声とピアノのための《二つの歌曲（Zwei Lieder für mittlere Singstimme und Klavier）》作品19（作曲：1905年、原詩：カール・ブッセ、献呈：オッティーリエ・メッツガー＝フロイツハイム（またはオッティーリエ・メッツガー＝ラターマン））
- 声とピアノのための《2つの歌曲（Zwei Lieder für hohe Singstimme und Klavier）》作品21（作曲：1907年、原詩：ヘッベル、アイヒェンドルフ、献呈：順に、グレーテ・エレッサー、ナタリー・レヴィーン）
- 声とピアノのための《5つの歌曲（Fünf Lieder für Singstimme und Klavier）》作品22（作曲：1907年、原詩：アイヒェンドルフ、アーデルベルト・フォン・シャミッソー、ビュルガー献呈：第1曲と第2曲はヨハネス・メスヒェルトに、第3曲はルドルフ・メストに、第4曲はフリッツ・ファインハルスに、第5曲はヘレーネ・シュテーゲマンに）
- 声とピアノのための《4つの歌曲（Vier Lieder für Singstimme und Klavier）》作品24（作曲：1909年、原詩：ヴァルター・フォン・デア・フォーゲルヴァイデ、ペトラルカ（カール・アウグスト・フェルスター独訳）、フリードリヒ・リーンハルト、献呈：アルトゥール・エレッサー）
- 声とピアノのための《5つの歌曲（Fünf Lieder für Singstimme und Klavier）》作品26（作曲：1916年、原詩：ヘッベル、アイヒェンドルフ、ビュルガー、ゲーテ、初演：1916年11月10日シュトラースブルク、献呈：ミーンチェ・ランプベヒト・ファン・ラメン）
- 声とピアノのための《4つの歌曲（Vier Lieder 作品29（作曲：1921) für Singstimme und Klavier (Widmungsträger: Mimi Pfitzner [1879–1926], Paul Pfitzner [1903–1936], Peter Pfitzner [1906–1944], Agnes Pfitzner [1908–1939]). 原詩：フリードリヒ・ヘルダーリン、リュッケルト、ゲーテ、デーメル
- 声とピアノのための《4つの歌曲（Vier Lieder für Singstimme und Klavier）》作品30（作曲：1922) 原詩：ニコラウス・レーナウ、エドゥアルト・メーリケ、デーメル、献呈：フリッツ・マイヤー）
- バリトンまたはバスとピアノのための《4つの歌曲（Vier Lieder für Singstimme (Bariton oder Bass) und Klavier）》作品32（作曲：1923年、原詩：コンラート・フェルディナント・マイヤー、初演：1923年9月7日ミュンヘン、献呈：第1曲と第2曲はパウル・ベンダーに、第3曲と第4曲はハインリヒ・レーケンパーに）
- 声とピアノのための《古い歌（Alte Weisen für Singstimme und Klavier）》作品33（作曲：1923年、原詩：ゴットフリート・ケラー、初演：1923年10月3日ミュンヘン、献呈：カール・エルプとマリア・イーヴォギューン）
- 女声とピアノのための《6つの愛の歌（Sechs Liebeslieder für Frauenstimme und Klavier）》作品35（作曲：1924年、原詩：リカルダ・フーフ。初演：1924年12月14日ベルリン）
- 中声とピアノのための《6つの歌曲（Sechs Lieder für mittlere Singstimme und Klavier）》作品40（作曲：1931年、原詩：ヤコボースキ、アドルフ・バルテルス、フーフ、マルティン・グライフ、ゲーテ、アイヒェンドルフ、初演：1932年2月15日ミュンヘン）
- 男声とピアノのための《三つのソネット（Drei Sonette für Männerstimme und Klavier）》作品41（作曲：1931年、原詩：フランチェスコ・ペトラルカ（ゴットフリート・アウグスト・ビュルガー独訳）、初演：1932年2月15日ミュンヘン）

#### ピアノ伴奏歌曲の管弦楽伴奏版
- だから春の空はこんなに青いの？（Ist der Himmel darum im Lenz so blau）作品2-2 （原詩：リヒャルト・レアンダー）
- 鳥の呼び声が聞こえる（Ich hör ein Vöglein locken）作品2-5 （原詩：アドルフ・ベットガー
- わがまどろみはいよいよ深く（Immer leiser wird mein Schlummer）作品2-6 （原詩：ヘルマン・リング）
- 裏切り（Verrat）作品2-7 （原詩：アレクサンダー・カウフマン）
- 秋の歌（Herbstlied）作品3-2 （原詩：フリードリヒ・フォン・サレ　ザレット）
- 私の心は宵闇のように（Mein Herz ist wie die dunkle Nacht）作品3-3 （原詩：エマヌエル・ガイベル）
- ハイネ歌曲集 作品4
- 平和（Frieden）作品5-1 （原詩：ジェームス・グルン）
- もうすぐ（Über ein Stündlein）作品7-3 （原詩：パウル・ハイゼ）
- 母なるウェヌス（Venus mater）作品11-4 （原詩：リヒャルト・デーメル）
- グレーテル（Gretel）作品11-5 （原詩：カール・ヘルマン・ブッセ）
- 不実さと慰め（Untreu und Trost） （原詩：詠み人知らず）
- 怒り（Zorn）作品15-2 （原詩：ヨーゼフ・フォン・アイヒェンドルフ）
- 辺境にて（An die Mark）作品15-3 （原詩：イルゼ・フォン・シュターハ）
- （Sonst）作品15-4 （原詩：アイヒェンドルフ）
- 月に寄す（An den Mond）作品18 （原詩：ヨハン・ヴォルフガング・フォン・ゲーテ
- 菩提樹の木の下で（Unter der Linden）作品24-1 （原詩：ヴァルター・フォン・デア・フォーゲルヴァイデ
- 夜（Nachts）作品26-2 （原詩：アイヒェンドルフ）
- 悲しみのしじま（Trauerstille）作品26-4 （原詩：ゴットフリート・アウグスト・ビュルガー）
- 出逢いと別れ（Willkommen und Abschied）作品29-3 （原詩：ゲーテ）
- さすらい人の夜の歌（Wanderers Nachtlied）作品40-5 （原詩：ゲーテ）

#### 管弦楽伴奏合唱曲
- アルト独唱と女声合唱、管弦楽のための《花々の復讐》（Der Blumen Rache für Alt-Solo, Frauenchor und Orchester） （原詩：フェルディナント・フライリグラート、作曲：1888年、初演：1911年12月6日シュトラースブルク）
- ハインリヒ・フォン・クライストの『ヘルマンの戦い』から男声合唱と6つのホルン、4つのヴァイオリンと4つのチェロのための《吟遊詩人の歌》（Gesang der Barden aus Die Hermannsschlacht von Heinrich von Kleist, für Männerchor, 6 Hörner, 4 Violen und 4 Violoncelli） WoO 19 （作曲：1906年)
- バリトン、任意の男声合唱および管弦楽のための《2つのドイツの歌》（Zwei deutsche Gesänge für Bariton, Männerchor (ad libitum) und Orchester）作品25（作曲：1915年～16年、献呈：アルフレート・フォン・ティルピッツ）
  - 1.  喇叭手（Der Trompeter） (原詩：アウグスト・コーピシュ、初演：1916年3月14日シュトラースブルク）
  - 2.  嘆き（Klage） （原詩：アイヒェンドルフ、初演：1915年3月22日ミュンヘン）
- 独唱と合唱、管弦楽、オルガンのためのロマン主義的カンタータ《ドイツ精神について》（Von deutscher Seele. Eine romantische Kantate für Solostimmen, Chor, Orchester und Orgel） 作品28（作曲：1921年、原詩：アイヒェンドルフ、初演：1922年1月27日ベルリン、献呈：「親愛なるエヴァ・クヴァスト嬢の追憶に」
- 管弦楽、オルガン、ソプラノ独唱およびバリトン独唱を伴う合唱幻想曲《冥土》（Das dunkle Reich. Chorphantasie mit Orchester, Orgel, Sopran- und Baritonsolo）作品38（作曲：1929年～1930年). 原詩：ミケランジェロ, ヨハン・ヴォルフガング・フォン・ゲーテ, コンラート・フェルディナント・マイヤー, リヒャルト・デーメル。初演：1930年10月21日ケルン）
- 起床喇叭（Der Weckruf）作品40-6 （同名のピアノ伴奏つき独唱歌曲からの編曲、原詩：アイヒェンドルフ）
- 混声合唱と管弦楽とオルガンのための《健康の泉》（Fons salutifer für Chor, Orchester und Orgel） 作品48（作曲：1941年、原詩：エルヴィーン・グィード・コルベンホイヤーの「カールスバート（Fons Carolinus）」（出典は『闘いの泉（Kämpfender Quell）』［1929年］）、初演：1942年4月30日もしくは5月1日カールスバート
- フルート、ホルンとソプラノ独唱を伴う《2つの男声合唱曲（Zwei Männerchöre mit Flöte, Horn und Sopran-Solo）》作品49（作曲：1941年、初演：1942年4月26日ケルン、献呈：ケルン男声合唱協会）
  - 1.  （Wir gehn dahin） （原詩：ハンス・フランク）
  - 2.  （Das Schifflein） （原詩：ルートヴィヒ・ウーラント）
- 男声合唱と小オーケストラのための《3つの歌》（Drei Gesänge für Männerchor und kleines Orchester）作品53（作曲：1944年、原詩：ヴェルナー・フンダートマルクの1943年の詩集『そして穀物畑と芥子畑に草刈り鎌が入るとき（Und als durch Korn und Mohn die Sense strich. Gedichte）』より、初演：1944年ウィーン
  - 1.  心地好い夏の日（Seliger Sommer'）'
  - 2.  変化（Wandlung）
  - 3.  兵の歌（Soldatenlied）
- 独唱、合唱、管弦楽とオルガンのためのカンタータ《原初のことば、謎》（Urworte. Orphisch. Kantate für Solostimmen, Chor, Orchester und Orgel）作品57（作曲：1948年～49年、ロベルト・レーハン補筆による未完の断章、原詩：ヨハン・ヴォルフガング・フォン・ゲーテ、初演：1952年7月17日ミュンヘン・ドイツ博物館議事堂ホール（バス独唱：ハンス・ホッター、バイエルン放送交響楽団および附属合唱団、指揮：オイゲン・ヨッフム））

#### ピアノ伴奏合唱曲
- バリトン独唱と混声合唱、ピアノのための《1901年、新年の祝賀の輪唱》（Rundgesang zum Neujahrsfest 1901 für Bariton, gemischten Chor und Klavier）（作曲：1900年、原詩：エルンスト・フォン・ヴォールツォーゲン
- 8声の無伴奏混声合唱のための《コロンブス》（Columbus für 8-stimmigen gemischten Chor a cappella）作品16（作曲：1905年、原詩：フリードリヒ・シラー、初演：1911年12月6日シュトラースブルク、献呈：「シラーの没後100周年を記念して（zum 100. Todestag von Friedrich Schiller）」）
- ハインリヒ・フォン・クライストの『ヘルマンの戦い』から《吟遊詩人の歌》（Gesang der Barden aus Die Hermannsschlacht von Heinrich von Kleist） （作曲：1906年)

### 交響曲
- 交響曲 嬰ハ短調 （Sinfonie cis-moll） 作品36a  （作曲：1932年、ただし《弦楽四重奏曲 嬰ハ短調》作品36(1925)の管弦楽用編曲である。初演：1933年3月23日ミュンヘン・トーンハレ）
- 小交響曲 ト長調 （Kleine Sinfonie G-Dur） 作品44 （作曲：1939年、初演：1939年11月17日ベルリン）
- 交響曲 ハ長調 （Sinfonie C-Dur） 作品46 （作曲：1940年、初演：1940年10月11日フランクフルト、献呈：「友情に寄せて（An die Freunde）」）

### 協奏曲
- ヴァイオリン、チェロ、小オーケストラのための二重奏曲（Duo für Violine, Violoncello und kleines Orchester）作品43（作曲：1937年、初演：1937年12月3日フランクフルト、献呈：マックス・シュトループとルートヴィヒ・ヘルシャー）
- チェロ協奏曲 イ短調 （Cellokonzert a-moll） （作品番号なし、1888年作曲、1977年初演（チェロ独奏：エステル・ニッフェンエッガー））
- 単一楽章のチェロ協奏曲 ト長調 （Konzert G-Dur in einem Satz für Violoncello und Orchester） 作品42 （作曲：1935年、1942年9月27日フランクフルト初演、献呈：ガスパル・カサド）
- チェロ協奏曲 イ短調 （Cellokonzert a-moll） 作品52（1944年、初演：1944年3月23日ゾーリンゲン、献呈：ルートヴィヒ・ヘルシャー）
- ピアノ協奏曲 変ホ長調 （Klavierkonzert Es-Dur） 作品31（作曲：1922年、初演：1923年3月16日ドレスデン（ピアノ独奏：ワルター・ギーゼキング、指揮：フリッツ・ブッシュ）、献呈：フリッツ・ブッシュ）
- ヴァイオリン協奏曲 ロ短調 （Violinkonzert h-moll） 作品34 （作曲：1923年、1924年6月4日ニュルンベルク（ヴァイオリン独奏：アルマ・モーディ）、献呈：アルマ・ムーディ）

### 管弦楽曲
- スケルツォ ハ短調 （Scherzo c-moll） （作曲：1887年、初演：1888年6月23日フランクフルト、献呈：ベルリン・フィルハーモニー管弦楽団）
- 悲歌と輪舞（Elegie und Reigen） 作品45（作曲：1940年、初演：1941年4月29日ザルツブルク）
- クラカウの歓迎（Krakauer Begrüßung） 作品54 （作曲：1944年、初演：1944年12月（1日もしくは2日？）（ハンス・スワロフスキー指揮クラカウ総督府フィルハーモニー管弦楽団、献呈：ハンス・フランク）
- 幻想曲 イ短調 （Fantasie a-moll） 作品56 （1947年、初演：1947年4月23日ニュルンベルク、献呈：ロルフ・アゴップ）

### 室内楽曲
- クラリネットとヴァイオリン、ヴィオラ、チェロ、コントラバス、ピアノのための六重奏曲 ト短調（Sextett g-moll für Klarinette, Violine, Viola, Violoncello, Kontrabass und Klavier）作品55（1945年、初演：1946年4月19日ベルリン）
- ピアノ五重奏曲 ハ長調（Klavierquintett C-Dur） 作品23（1908年、初演：1908年11月17日ベルリン、献呈：ブルーノ・ワルター）
- 弦楽四重奏曲（第1番）ニ短調（Streichquartett [Nr. 1] d-moll） （作曲：1886年）
- 弦楽四重奏曲（第2番）ニ長調（Streichquartett [Nr. 2] D-Dur） 作品13 （作曲：1902年～03年、初演、1903年1月13日ウィーン、献呈：アルマ・マーラー）
- 弦楽四重奏曲（第3番）嬰ハ短調（Streichquartett [Nr. 3] cis-moll） 作品36（作曲：1925年、初演：1925年11月6日、献呈：マックス・フォン・シリングス）
- 弦楽四重奏曲（第4番）ハ短調（Streichquartett [Nr. 4] c-moll） 作品50（作曲：1942年、初演：1942年6月5日ベルリン、献呈：マックス・シュトループ）
- 弦楽四重奏のための崩れたフガート（Unorthographisches Fugato für Streichquartett） （作曲：1943年）
- ピアノ三重奏曲 変ロ長調 （Klaviertrio B-Dur） （作品番号なし、1886年）
- ピアノ三重奏曲 ヘ長調（Klaviertrio F-Dur） 作品8 （作曲：1895年～96年、初演：1896年12月14日フランクフルト、献呈：アレクサンダー・フリードリヒ・フォン・ヘッセン）
- チェロ・ソナタ嬰ヘ短調（Sonate fis-moll für Violoncello und Klavier, „Das Lied soll schauern und beben…“）作品1（作曲：1890年、1891年1月21日フランクフルト初演、献呈：ハインリヒ・キーファー）
- ヴァイオリン・ソナタ ホ短調（Sonate e-moll für Violine und Klavier） 作品27 （作曲：1918年、初演：1918年9月25日ミュンヘン、献呈：王立スウェーデン音楽院）

### ピアノ曲
- 演奏会用ワルツ イ短調（Konzertwalzer a-moll） （作曲：1892年、散逸）
- 5つの小品（Fünf Stücke für Klavier）作品47 （作曲：1941年、初演：1941年ベルリン、献呈：ワルター・ギーゼキング）
  1. 最後の反抗 （Letztes Aufbäumen）
  2. はしゃぎ回って （Ausgelassenheit）
  3. 神聖文字 （Hieroglyphe）
  4. こんがらかって （Zerrissenheit）
  5. 旋律 （Melodie）
- 6つの練習曲（Sechs Studien für das Pianoforte）作品51（作曲：1943年、初演：1943年5月10日ウィーン、献呈：フリードリヒ・ヴューラー）

## 主要な門人
- セム・ドレスデン （1881年–1957年）
- ハンス・マーナー＝モンス （1883年–1956年、「ハンス・ポッセンドルフ」という別名でも活動）
- アルベルト・ビング （1884年–?年、クルト・ヴァイルの指導教授）
- テューレ・ラングストレム （1884年–1947年）
- オットー・クレンペラー （1885年–1973年）
- ハンス・ヴィルトベルガー （1887年–1970年）
- イルゼ・フロム＝ミヒャエルス （1888年–1986年）
- ハインリヒ・ヤコビ （1889年–1964年）
- ハインリヒ・ベル （1890年–1947年、ケルン・バッハ協会の指導者）
- チェスワフ・マレク （1891年–1985年）
- シャルル・ミュンシュ （1891年–1968年）
- ヘルムート・ツェアパー （1892年–1915年）
- フェリックス・ヴォルフェス （1892年–1971年）
- カール・ダマー （1894年–1977年）
- パウル・ヴィンター （1894年–1970年）
- カール・オルフ （1895年–1982年）
- オットー・シュトラウプ （1895年–1931年）
- フリードリヒ・メーラー （1896年–1981年）
- ヘルマン・アンブロジウス （1897年–1983年）
- ハンスマリア・ドンブロフスキ （1897年–19??年）
- カール・ゲルハルト （1900年–1945年）
- カール・マリア・ツヴィッスラー （1900年–1984年、GMD in Mainz, Leiter einer Dirigierklasse in Frankfurt）
- ロベルト・レーハン （1901年–1987年）
- ロッテ・バッケス （1901年–1990年）
- ローター・ヴィツケ （1903年–1998年）
- オイゲン・ボーダルト （1905年–1981年）
- ゲルハルト・フロメル （1906年–1984年）
- リロ・マルティン （1908年–1986年）
- ハインリヒ・ズーターマイスター （1910年–1995年）

## 註
1. 1 2 3  Ernst Klee: Das Kulturlexikon zum Dritten Reich. Wer war was vor und nach 1945, S. Fischer, Frankfurt am Main 2007. ISBN 978-3-10-039326-5, S. 456.
2. ↑  veröffentlicht in Bernhard Adamy (Hrsg.) Hans Pfitzner Briefe, Tutzing, 1991
3. 1 2 3  Johann Peter Vogel: Hans Pfitzner
4. ↑  Leserbrief von Margret Grüninger (Hamburg-Wohltorf), in: Die Zeit, 12. Mai 1949